# Teorema de Noether
El teorema de Noether, o el primer teorema de Noether, estableix que tota simetria diferenciable de l'acció d'un sistema físic amb forces conservatives té una llei de conservació corresponent.
El teorema pot expressar de la següent manera:
| « | A qualsevol simetria diferenciable generada per accions locals li correspon una i només una quantitat conservada. | » |

En altres paraules, el que afirma aquest teorema és que qualsevol simetria d'un sistema físic està associada a una magnitud física que es conserva en aquest sistema (és a dir, roman igual). El teorema permet derivar la quantitat física conservada a partir de la condició d'invariància que defineix la simetria.
El teorema va ser provat per la matemàtica alemanya Emmy Noether el 1915 i publicat el 1918 a Göttingen, i va ser anomenat per Albert Einstein «monument del pensament matemàtic» en una carta enviada a David Hilbert en suport de la carrera de la matemàtica.

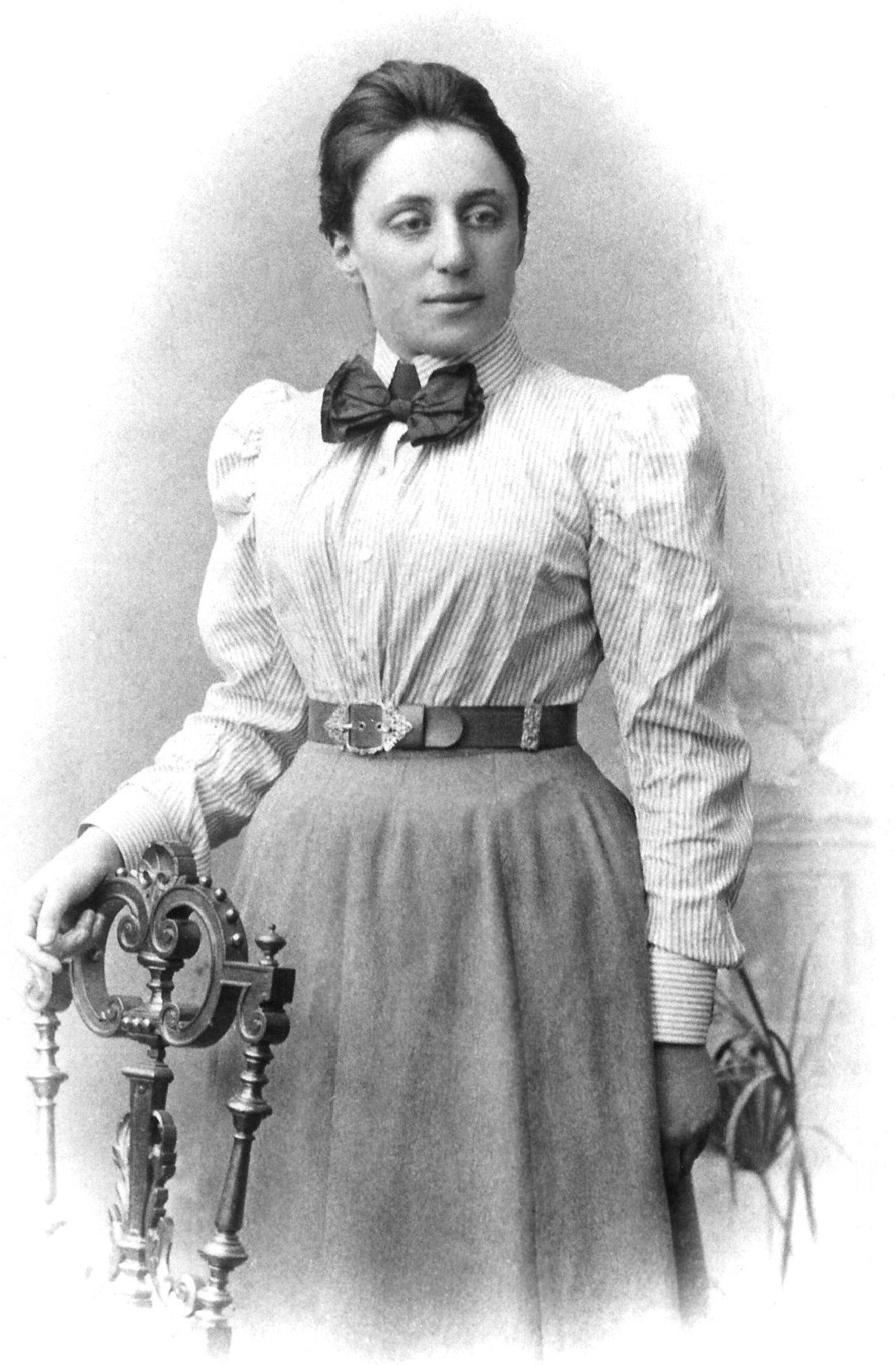
Emmy Noether (1882-1935) va ser una matemàtica alemanya coneguda per les seves principals contribucions a l'àlgebra abstracta i la física teòrica.
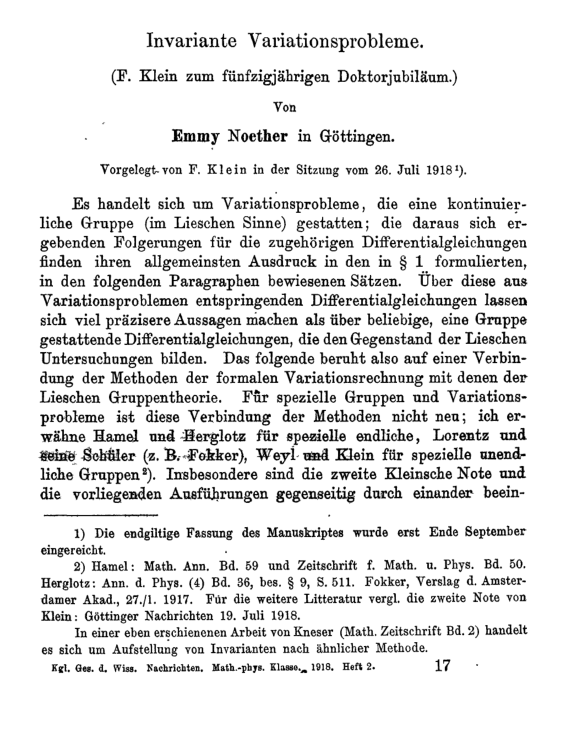
Primera pàgina de l'article d'Emmy Noether Invariante Variationsprobleme (1918), on va demostrar el seu teorema

L'acció d'un sistema físic és la integral al llarg del temps d'una funció lagrangiana, a partir de la qual el comportament del sistema es pot determinar pel principi de mínima acció. Aquest teorema només s'aplica a simetries contínues i suaus sobre l'espai físic.
El teorema de Noether s'utilitza en la física teòrica i el càlcul de variacions. Una generalització de les formulacions sobre constants del moviment en mecànica lagrangiana i hamiltoniana (desenvolupada el 1788 i el 1833, respectivament), no s'aplica als sistemes que no es poden modelar només amb un lagrangià (per exemple, sistemes amb una funció de dissipació de Rayleigh). En particular, els sistemes dissipatius amb simetries contínues no necessiten tenir una llei de conservació corresponent.

## Il·lustracions bàsiques i rerefons
A tall d'il·lustració, si un sistema físic es comporta igual independentment de com estigui orientat a l'espai, el seu Lagrangià és simètric en rotacions contínues; a partir d'aquesta simetria, el teorema de Noether dicta que es conserva el moment angular del sistema, com a conseqüència de les seves lleis del moviment. El sistema físic en si no ha de ser simètric; un asteroide irregular que cau a l'espai conserva el moment angular malgrat la seva asimetria. Són les lleis del seu moviment les que són simètriques.
Com a altre exemple, si un procés físic presenta els mateixos resultats independentment del lloc o del temps, aleshores el seu Lagrangià és simètric sota translacions contínues en l'espai i el temps respectivament; segons el teorema de Noether, aquestes simetries expliquen les lleis de conservació del moment lineal i l'energia dins d'aquest sistema, respectivament.
El teorema de Noether és important, tant per la visió que ofereix sobre les lleis de conservació, com també com a eina pràctica de càlcul. Permet als investigadors determinar les quantitats conservades (invariants) a partir de les simetries observades d'un sistema físic. Per contra, permet als investigadors considerar classes senceres de Lagrangians hipotètics amb invariants donats, per descriure un sistema físic. Com a il·lustració, suposem que es proposa una teoria física que conserva una quantitat X. Un investigador pot calcular els tipus de lagrangians que conserven X mitjançant una simetria contínua. A causa del teorema de Noether, les propietats d'aquests Lagrangians proporcionen criteris addicionals per entendre les implicacions i jutjar l'adequació de la nova teoria.
Hi ha nombroses versions del teorema de Noether, amb diferents graus de generalitat. Hi ha homòlegs quàntics naturals d'aquest teorema, expressats en les identitats de Ward-Takahashi. També existeixen generalitzacions del teorema de Noether als superespais.

## Enunciat informal del teorema
Deixant de banda tots els punts tècnics, el teorema de Noether es pot afirmar de manera informal:
| « | Si un sistema té una propietat de simetria contínua, llavors hi ha magnituds corresponents els valors de les quals es conserven en el temps. | » |

Una versió més sofisticada del teorema que inclou camps afirma que:
| « | A tota simetria diferenciable generada per accions locals li correspon un corrent conservat. | » |

La paraula «simetria» de l'enunciat anterior es refereix amb més precisió a la covariància de la forma que pren una llei física respecte a transformacions d'un grup de Lie unidimensional que compleixen certs criteris tècnics. La llei de conservació d'una magnitud física sol expressar-se com una equació de continuïtat.
La demostració formal del teorema utilitza la condició d'invariància per derivar una expressió per a un corrent associat a una magnitud física conservada. En terminologia moderna (des de c. 1980), la quantitat conservada s'anomena «càrrega de Noether», mentre que el flux que transporta aquesta càrrega s'anomena «corrent de Noether». El corrent de Noether es defineix llevat d'un camp vectorial solenoïdal (sense divergència).
En el context de la gravitació, l'enunciat de Felix Klein del teorema de Noether per a l'acció I estipula per als invariants:
| « | Si una integral I és invariant sota un grup continu G'ρ amb ρ paràmetres, llavors les ρ combinacions linealment independents de les expressions lagrangianes són divergències. | » |

## Breu il·lustració i visió general del concepte
La idea principal darrere del teorema de Noether s'il·lustra més fàcilment amb un sistema amb una coordenada {\displaystyle q} i una simetria contínua {\displaystyle \varphi :q\mapsto q+\delta q} (fletxes grises al diagrama). Considerem qualsevol trajectòria {\displaystyle q(t)} (negreta al diagrama) que compleix les lleis del moviment del sistema. És a dir, l'acció {\displaystyle S} que governa aquest sistema és estacionari en aquesta trajectòria, és a dir, no canvia sota cap variació local de la trajectòria. En particular, no canviaria sota una variació que aplica el flux de simetria {\displaystyle \varphi } en un segment temporal {\displaystyle [t_{0},t_{1}]} i està immòbil fora d'aquest segment. Per mantenir la trajectòria contínua, fem servir períodes «d'amortització» de poc temps {\displaystyle \tau } per a la transició gradual entre els segments.

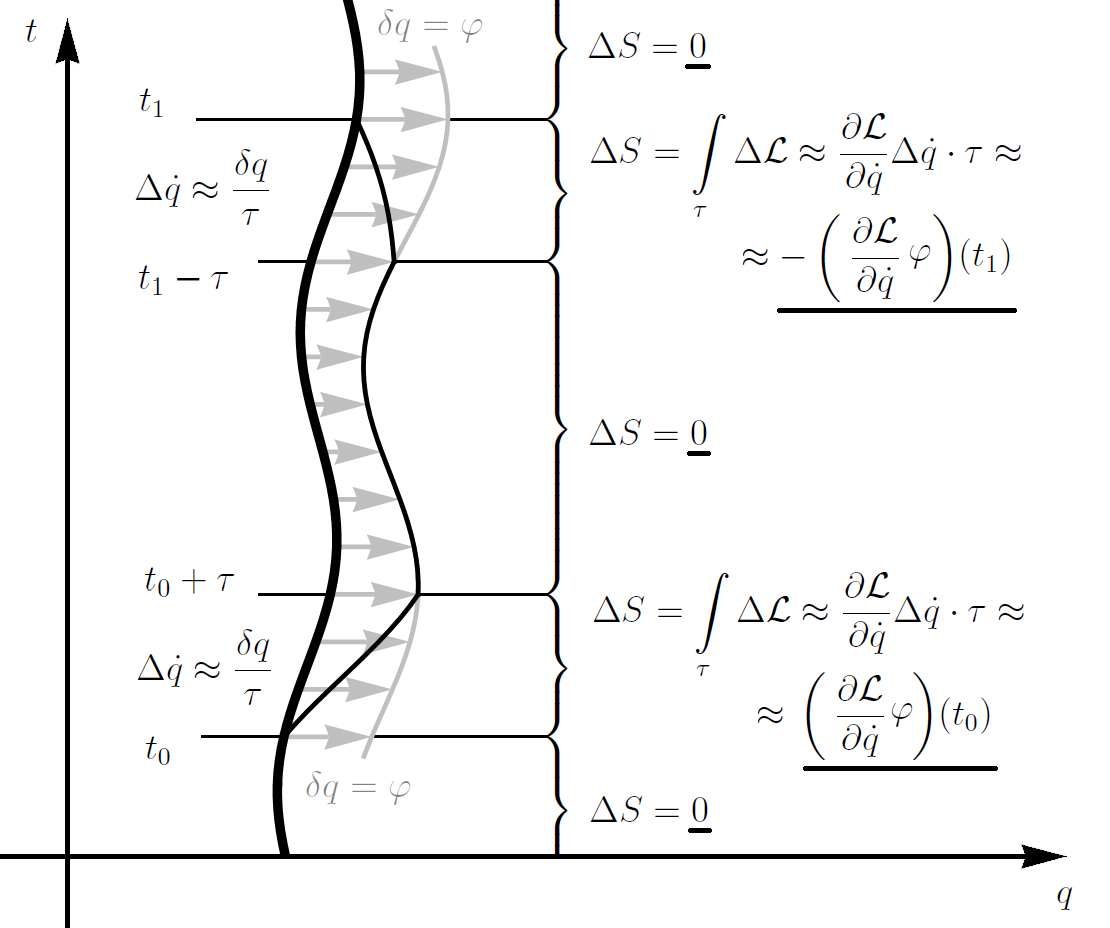
Gràfic que il·lustra el teorema de Noether per a una simetria de coordenades

El canvi total en l'acció {\displaystyle S} ara inclou els canvis produïts per cada interval en la recreació. Les parts, on la variació mateixa s'esvaeix, no ofereixen cap {\displaystyle \Delta S}. La part mitjana tampoc canvia l'acció, perquè la seva transformació {\displaystyle \varphi } és una simetria i, per tant, conserva el Lagrangià {\displaystyle L} i l'acció {\textstyle S=\int L}. Les úniques parts restants són les peces «d'amortització». A grans trets, contribueixen principalment a través de la seva «inclinació» {\displaystyle {\dot {q}}\rightarrow {\dot {q}}\pm \delta q/\tau }.
Això canvia el Lagrangià per {\displaystyle \Delta L\approx {\bigl (}\partial L/\partial {\dot {q}}{\bigr )}\Delta {\dot {q}}}, que s'integra a
{\displaystyle \Delta S=\int \Delta L\approx \int {\frac {\partial L}{\partial {\dot {q}}}}\Delta {\dot {q}}\approx \int {\frac {\partial L}{\partial {\dot {q}}}}\left(\pm {\frac {\delta q}{\tau }}\right)\approx \ \pm {\frac {\partial L}{\partial {\dot {q}}}}\delta q=\pm {\frac {\partial L}{\partial {\dot {q}}}}\varphi .}
Aquests últims termes, avaluats al voltant dels punts finals {\displaystyle t_{0}}i {\displaystyle t_{1}}, haurien de cancel·lar-se mútuament per tal de fer el canvi total de l'acció {\displaystyle \Delta S} sigui zero, com s'esperaria si la trajectòria fos una solució. Això és
{\displaystyle \left({\frac {\partial L}{\partial {\dot {q}}}}\varphi \right)(t_{0})=\left({\frac {\partial L}{\partial {\dot {q}}}}\varphi \right)(t_{1}),}
que significa que la quantitat {\displaystyle \left(\partial L/\partial {\dot {q}}\right)\varphi } es conserva, que és la conclusió del teorema de Noether. Per exemple, si les translacions pures de {\displaystyle q} per una constant són la simetria, llavors la quantitat conservada esdevé just {\displaystyle \left(\partial L/\partial {\dot {q}}\right)=p}, l'impuls canònic.
Els casos més generals segueixen la mateixa idea:
- Quan més coordenades {\displaystyle q_{r}} pateixin una transformació de simetria {\displaystyle q_{r}\mapsto q_{r}+\varphi _{r}}, els seus efectes se sumen per linealitat a una quantitat conservada {\textstyle \sum _{r}\left(\partial L/\partial {\dot {q}}_{r}\right)\varphi _{r}}.
- Quan hi ha transformacions de temps {\displaystyle t\mapsto t+T}, fan que els segments «d'amortització» aportin els dos termes següents a {\displaystyle \Delta S}:

{\displaystyle \Delta S\approx \pm \left(TL+\int {\frac {\partial L}{\partial {\dot {q}}_{r}}}\Delta {\dot {q}}_{r}\right)\approx \pm T\left(L-{\frac {\partial L}{\partial {\dot {q}}_{r}}}{\dot {q}}_{r}\right),}
el primer terme es deu a l'estirament en la dimensió temporal del segment «d'amortització» (que canvia la mida del domini d'integració), i el segon és a causa de la seva «inclinació» igual que en el cas exemplar. Junts afegeixen un sumand {\textstyle T\left(L-\sum _{r}\left(\partial L/\partial {\dot {q}}_{r}\right){\dot {q}}_{r}\right)} a la quantitat conservada.
- Finalment, quan en lloc d'una trajectòria {\displaystyle q(t)} es consideren camps sencers {\displaystyle \psi (q_{r},t)}, l'argument substitueix 
  - l'interval {\displaystyle [t_{0},t_{1}]} amb una regió delimitada {\displaystyle U} del domini {\displaystyle (q_{r},t)},
  - els punts finals {\displaystyle t_{0}} i {\displaystyle t_{1}} amb el límit {\displaystyle \partial U} de la regió,
  - i la seva contribució a {\displaystyle \Delta S} s'interpreta com un flux d'un corrent conservat {\displaystyle j_{r}}, que es construeix d'una manera anàloga a la definició prèvia d'una quantitat conservada.

Ara, la contribució zero de «l'amortització» {\displaystyle \partial U}a {\displaystyle \Delta S} s'interpreta com la desaparició del flux total del corrent {\displaystyle j_{r}} a través de {\displaystyle \partial U}. Aquest és el sentit en què es conserva: quant «flueix» cap a dins, igual que «flueix» cap a fora.

## Context històric
Una llei de conservació estableix que alguna quantitat X en la descripció matemàtica de l'evolució d'un sistema es manté constant al llarg del seu moviment: és invariant. Matemàticament, la relació de canvi de X (la seva derivada respecte al temps) és zero, 
{\displaystyle {\frac {dX}{dt}}={\dot {X}}=0~.}
Es diu que aquestes quantitats es conserven; sovint s'anomenen constants del moviment (tot i que el moviment per se no ha d'estar implicat, només l'evolució en el temps). Per exemple, si l'energia d'un sistema es conserva, la seva energia és invariant en tot moment, la qual cosa imposa una restricció al moviment del sistema i pot ajudar a resoldre'l. A part de les idees que aquestes constants del moviment donen a la naturalesa d'un sistema, són una eina de càlcul útil; per exemple, una solució aproximada es pot corregir trobant l'estat més proper que compleixi les lleis de conservació adequades.
Les primeres constants del moviment descobertes van ser el momentum i l'energia cinètica, que van ser proposades al segle xvii per René Descartes i Gottfried Leibniz sobre la base d'experiments de col·lisió, i perfeccionades pels investigadors posteriors. Isaac Newton va ser el primer a enunciar la conservació de l'impuls en la seva forma moderna, i va demostrar que era una conseqüència de la tercera llei de Newton. Segons la relativitat general, les lleis de conservació del moment lineal, l'energia i el moment angular només són exactament certes globalment quan s'expressen en termes de la suma del tensor d'energia-moment (tensor d'energia no gravitacional) i el pseudotensor de Landau-Lifshitz (tensor d'energia gravitacional). La conservació local del moment lineal i l'energia no gravitacionals en un marc de referència en caiguda lliure s'expressa mitjançant la desaparició de la divergència covariant del tensor d'energia-moment. Una altra quantitat conservada important, descoberta en estudis de la mecànica celeste dels cossos astronòmics, és el vector de Laplace-Runge-Lenz.
A finals del segle xviii i principis del xix, els físics van desenvolupar mètodes més sistemàtics per descobrir invariants. Un avenç important es va produir el 1788 amb el desenvolupament de la mecànica lagrangiana, que està relacionada amb el principi de mínima acció. En aquest enfocament, l'estat del sistema és pot descriure mitjançant qualsevol tipus de coordenades generalitzades q; les lleis del moviment no cal expressar-se en un sistema de coordenades cartesianes, com era habitual en la mecànica newtoniana. L'acció es defineix com la integral de temps I d'una funció coneguda com a L lagrangiana
{\displaystyle I=\int L(\mathbf {q} ,{\dot {\mathbf {q} }},t)\,dt~,}
on el punt sobre q indica la relació de canvi de les coordenades q,
{\displaystyle {\dot {\mathbf {q} }}={\frac {d\mathbf {q} }{dt}}~.}
El principi de Hamilton estableix que la trajectòria física q(t) (la que realment fa el sistema) és una trajectòria per a la qual les variacions infinitesimals d'aquesta trajectòria no provoquen cap canvi en I, almenys fins al primer ordre. Aquest principi dona lloc a les equacions d'Euler-Lagrange,
{\displaystyle {\frac {d}{dt}}\left({\frac {\partial L}{\partial {\dot {\mathbf {q} }}}}\right)={\frac {\partial L}{\partial \mathbf {q} }}~.}
Així, si una de les coordenades, per exemple qk, no apareix al Lagrangià, el costat dret de l'equació és zero i el costat esquerre requereix que
{\displaystyle {\frac {d}{dt}}\left({\frac {\partial L}{\partial {\dot {q}}_{k}}}\right)={\frac {dp_{k}}{dt}}=0~,}
on el momentum
{\displaystyle p_{k}={\frac {\partial L}{\partial {\dot {q}}_{k}}}}
es conserva durant tot el moviment (a la trajectòria física).
Així, l'absència de la coordenada «ignorable» qk del lagrangià implica que el lagrangià no es veu afectat pels canvis o transformacions de qk; el Lagrangià és invariant, i es diu que presenta una simetria sota aquestes transformacions. Aquesta és la idea llavor generalitzada en el teorema de Noether.
Al segle xix es van desenvolupar diversos mètodes alternatius per trobar quantitats conservades, especialment per William Rowan Hamilton. Per exemple, va desenvolupar una teoria de transformacions canòniques que va permetre canviar les coordenades de manera que algunes coordenades van desaparèixer del Lagrangià, donant lloc a moments canònics conservats. Un altre enfocament, i potser el més eficient per trobar quantitats conservades, és l'equació de Hamilton-Jacobi.

## Expressió matemàtica

### Forma simple utilitzant pertorbacions
L'essència del teorema de Noether és generalitzar la noció de coordenades «ignorables».
Es pot suposar que la L lagrangiana definida anteriorment és invariant sota petites pertorbacions (deformacions) de la variable temporal t i les coordenades generalitzades q. Un pot escriure
{\displaystyle {\begin{aligned}t&\rightarrow t^{\prime }=t+\delta t\\\mathbf {q} &\rightarrow \mathbf {q} ^{\prime }=\mathbf {q} +\delta \mathbf {q} ~,\end{aligned}}}
on les pertorbacions δt i δq són petites, però variables. Per a generalitat, suposem que hi ha (per exemple) N aquestes transformacions de simetria de l'acció, és a dir, transformacions que deixen l'acció sense canvis; etiquetades per un índex r = 1, 2, 3, ..., N.
Aleshores, la pertorbació resultant es pot escriure com una suma lineal dels tipus individuals de pertorbacions,
{\displaystyle {\begin{aligned}\delta t&=\sum _{r}\varepsilon _{r}T_{r}\\\delta \mathbf {q} &=\sum _{r}\varepsilon _{r}\mathbf {Q} _{r}~,\end{aligned}}}
on εr són coeficients de paràmetres infinitesimals corresponents a cadascun: 
- generador Tr d'evolució temporal, i

- generador Qr de les coordenades generalitzades.

Per a les translacions, Qr és una constant amb unitats de longitud; per a les rotacions, és una expressió lineal en les components de q, i els paràmetres formen un angle.
Utilitzant aquestes definicions, Emmy Noether va demostrar que les N quantitats
{\displaystyle \left({\frac {\partial L}{\partial {\dot {\mathbf {q} }}}}\cdot {\dot {\mathbf {q} }}-L\right)T_{r}-{\frac {\partial L}{\partial {\dot {\mathbf {q} }}}}\cdot \mathbf {Q} _{r}}
es conserven (constants del moviment).

#### Exemples
I. Invariància temporal
Per exemple, considerem un Lagrangià que no depèn del temps, és a dir, que és invariant (simètric) sota canvis t → t + δt, sense cap canvi en les coordenades q. En aquest cas, N = 1, T = 1 i Q = 0; la quantitat conservada corresponent és l'energia total H,
{\displaystyle H={\frac {\partial L}{\partial {\dot {\mathbf {q} }}}}\cdot {\dot {\mathbf {q} }}-L.}
II. Invariància translacional
Considerem un lagrangià que no depèn d'una coordenada qk («ignorable», com s'ha explicat més amunt); per tant és invariant (simètric) sota els canvis qk → qk + δqk. En aquest cas, N = 1, T = 0 i Qk = 1; la quantitat conservada és el momentum corresponent pk,
{\displaystyle p_{k}={\frac {\partial L}{\partial {\dot {q_{k}}}}}.}
En la relativitat especial i en la relativitat general, aquestes lleis de conservació aparentment separades són aspectes d'una única llei de conservació, la del tensor de tensió-energia, que es deriva a la secció següent.
III. Invariància rotacional
La conservació del moment angular L = r × p és anàloga a la seva contrapart del moment lineal. Se suposa que la simetria del Lagrangià és rotacional, és a dir, que el Lagrangià no depèn de l'orientació absoluta del sistema físic a l'espai. Per a la concreció, suposem que el Lagrangià no canvia amb petites rotacions d'un angle δθ al voltant d'un eix n; aquesta rotació transforma les coordenades cartesianes per l'equació
{\displaystyle \mathbf {r} \rightarrow \mathbf {r} +\delta \theta \,\mathbf {n} \times \mathbf {r} .}
Com que el temps no s'està transformant, T = 0 i N = 1. Prenent δθ com a paràmetre ε i les coordenades cartesianes r com a coordenades generalitzades q, les variables Q corresponents vénen donades per
{\displaystyle \mathbf {Q} =\mathbf {n} \times \mathbf {r} .}
Aleshores el teorema de Noether diu que es conserva la següent quantitat:
{\displaystyle {\frac {\partial L}{\partial {\dot {\mathbf {q} }}}}\cdot \mathbf {Q} =\mathbf {p} \cdot \left(\mathbf {n} \times \mathbf {r} \right)=\mathbf {n} \cdot \left(\mathbf {r} \times \mathbf {p} \right)=\mathbf {n} \cdot \mathbf {L} .}
En altres paraules, es conserva la component del moment angular L al llarg de l'eix n. I si n és arbitrari, és a dir, si el sistema és insensible a qualsevol rotació, aleshores cada component de L es conserva; en resum, es conserva el moment angular.

### Versió de la teoria de camps
Encara que és útil per dret propi, la versió del teorema de Noether que s'acaba de donar és un cas especial de la versió general derivada l'any 1915. Per donar el gust del teorema general, actualment es dona una versió del teorema de Noether per a camps continus en espaitemps de quatre dimensions. Com que els problemes de teoria de camps són més comuns en la física moderna que els problemes de mecànica, aquesta versió de teoria de camps és la versió més utilitzada (o implementada amb més freqüència) del teorema de Noether.
Sigui un conjunt de camps diferenciables {\displaystyle \varphi } definit en tot l'espai i el temps; per exemple, la temperatura {\displaystyle T(\mathbf {x} ,t)} seria representatiu d'aquest camp, sent un nombre definit en cada lloc i moment. El principi de mínima acció es pot aplicar a aquests camps, però ara l'acció és integral en l'espai i el temps
{\displaystyle {\mathcal {S}}=\int {\mathcal {L}}\left(\varphi ,\partial _{\mu }\varphi ,x^{\mu }\right)\,d^{4}x}
(el teorema es pot generalitzar encara més al cas en què el Lagrangià depèn de fins a la derivada enèsima, i també es pot formular utilitzant feixos de jet).
Una transformació contínua dels camps {\displaystyle \varphi } es pot escriure infinitesimalment com
{\displaystyle \varphi \mapsto \varphi +\varepsilon \Psi ,}
on {\displaystyle \Psi } és en general una funció que pot dependre de tots dos ({\displaystyle x^{\mu }} i {\displaystyle \varphi }). La condició per {\displaystyle \Psi } per generar una simetria física és que l'acció {\displaystyle {\mathcal {S}}} es deixa invariable. Això serà certament cert si la densitat lagrangiana {\displaystyle {\mathcal {L}}} es deixa invariant, però també serà cert si el Lagrangià canvia per una divergència,
{\displaystyle {\mathcal {L}}\mapsto {\mathcal {L}}+\varepsilon \partial _{\mu }\Lambda ^{\mu },}
ja que la integral d'una divergència esdevé un terme límit segons el teorema de la divergència. Un sistema descrit per una acció determinada pot tenir múltiples simetries independents d'aquest tipus, indexades per {\displaystyle r=1,2,\ldots ,N,} de manera que la transformació de simetria més general s'escriuria com
{\displaystyle \varphi \mapsto \varphi +\varepsilon _{r}\Psi _{r},}
amb la conseqüència
{\displaystyle {\mathcal {L}}\mapsto {\mathcal {L}}+\varepsilon _{r}\partial _{\mu }\Lambda _{r}^{\mu }.}
Per a aquests sistemes, el teorema de Noether afirma que n'hi ha {\displaystyle N} densitats de corrent conservades
{\displaystyle j_{r}^{\nu }=\Lambda _{r}^{\nu }-{\frac {\partial {\mathcal {L}}}{\partial \varphi _{,\nu }}}\cdot \Psi _{r}}
(on s'entén que el producte escalat contrau els índexs de camp, no l'índex {\displaystyle \nu } o l'index {\displaystyle r}).
En aquests casos, la llei de conservació s'expressa de manera quadridimensional
{\displaystyle \partial _{\nu }j^{\nu }=0,}
que expressa la idea que la quantitat d'una quantitat conservada dins d'una esfera no pot canviar a menys que una part d'ella surti fora de l'esfera. Per exemple, es conserva la càrrega elèctrica; la quantitat de càrrega dins d'una esfera no pot canviar tret que part de la càrrega surti de l'esfera.
Com a exemple, considerem un sistema físic de camps que es comporta igual sota les translacions en el temps i l'espai, tal com s'ha considerat anteriorment; en altres paraules, {\displaystyle L\left({\boldsymbol {\varphi }},\partial _{\mu }{\boldsymbol {\varphi }},x^{\mu }\right)} és constant en el seu tercer argument. En aquest cas, N = 4, un per a cada dimensió d'espai i temps. Una traducció infinitesimal a l'espai, {\displaystyle x^{\mu }\mapsto x^{\mu }+\varepsilon _{r}\delta _{r}^{\mu }} (amb {\displaystyle \delta } que denota la delta de Kronecker), afecta els camps com {\displaystyle \varphi (x^{\mu })\mapsto \varphi \left(x^{\mu }-\varepsilon _{r}\delta _{r}^{\mu }\right)}; és a dir, tornar a etiquetar les coordenades equival a deixar les coordenades al seu lloc mentre es tradueix el propi camp, que al seu torn equival a transformar el camp substituint-ne el valor en cada punt {\displaystyle x^{\mu }} amb el valor al punt {\displaystyle x^{\mu }-\varepsilon X^{\mu }} aplicant «darrere» d'ell {\displaystyle x^{\mu }} que seria mapejat pel desplaçament infinitesimal considerat. Com que això és infinitesimal, podem escriure aquesta transformació com
{\displaystyle \Psi _{r}=-\delta _{r}^{\mu }\partial _{\mu }\varphi .}
La densitat lagrangiana es transforma de la mateixa manera, {\displaystyle {\mathcal {L}}\left(x^{\mu }\right)\mapsto {\mathcal {L}}\left(x^{\mu }-\varepsilon _{r}\delta _{r}^{\mu }\right)}, així
{\displaystyle \Lambda _{r}^{\mu }=-\delta _{r}^{\mu }{\mathcal {L}}}
i, per tant, el teorema de Noether correspon a la llei de conservació del tensor d'energia-moment Tμν, on hem utilitzat {\displaystyle \mu } en lloc de {\displaystyle r}. És a dir, utilitzant l'expressió donada anteriorment i recollint els quatre corrents conservats (un per a cada {\displaystyle \mu }) en un tensor {\displaystyle T}, el teorema de Noether dona
{\displaystyle T_{\mu }{}^{\nu }=-\delta _{\mu }^{\nu }{\mathcal {L}}+\delta _{\mu }^{\sigma }\partial _{\sigma }\varphi {\frac {\partial {\mathcal {L}}}{\partial \varphi _{,\nu }}}=\left({\frac {\partial {\mathcal {L}}}{\partial \varphi _{,\nu }}}\right)\cdot \varphi _{,\mu }-\delta _{\mu }^{\nu }{\mathcal {L}}}
amb
{\displaystyle T_{\mu }{}^{\nu }{}_{,\nu }=0}
que vam reanomenar {\displaystyle \mu } com {\displaystyle \sigma } en un pas intermedi per evitar conflictes. No obstant això, el {\displaystyle T} obtingut d'aquesta manera pot diferir del tensor simètric utilitzat com a terme font en relativitat general (vegeu tensor energia-moment canònic).
Per contra, la conservació de la càrrega elèctrica es pot derivar considerant Ψ lineal en els camps φ més que en les derivades. En mecànica quàntica, l'amplitud de probabilitat ψ(x) de trobar una partícula en un punt x és un camp complex φ, perquè atribueix un nombre complex a cada punt de l'espai i el temps. L'amplitud de probabilitat en si és físicament no mesurable; només la probabilitat p = |ψ|2 es pot inferir d'un conjunt de mesures. Per tant, el sistema és invariant sota transformacions del camp ψ i el seu camp complex conjugat ψ* que deixa |ψ|2 sense canvis, com ara
{\displaystyle \psi \rightarrow e^{i\theta }\psi \ ,\ \psi ^{*}\rightarrow e^{-i\theta }\psi ^{*}~,}
una rotació complexa. En el límit quan la fase θ es torna infinitesimament petita, δθ, es pot prendre com a paràmetre ε, mentre que els Ψ són iguals a iψ i −iψ*, respectivament. Un exemple específic és l'equació de Klein-Gordon, la versió relativistament correcta de l'equació de Schrödinger per a partícules sense espín, que té la densitat lagrangiana.
{\displaystyle L=\partial _{\nu }\psi \partial _{\mu }\psi ^{*}\eta ^{\nu \mu }+m^{2}\psi \psi ^{*}.}
En aquest cas, el teorema de Noether estableix que el corrent conservat (∂ ⋅ j = 0) és igual a
{\displaystyle j^{\nu }=i\left({\frac {\partial \psi }{\partial x^{\mu }}}\psi ^{*}-{\frac {\partial \psi ^{*}}{\partial x^{\mu }}}\psi \right)\eta ^{\nu \mu }~,}
que, quan es multiplica per la càrrega d'aquesta espècie de partícula, és igual a la densitat de corrent elèctric deguda a aquest tipus de partícula. Aquesta «invariància de gauge» va ser observada per primera vegada per Hermann Weyl, i és una de les simetries de gauge prototip de la física.

## Derivacions

### Una variable independent
Considerem el cas més simple, un sistema amb una variable independent, el temps. Suposem que les variables dependents q són tals que la integral d'acció
{\displaystyle I=\int _{t_{1}}^{t_{2}}L[\mathbf {q} [t],{\dot {\mathbf {q} }}[t],t]\,dt}
és invariant sota variacions infinitesimals breus en les variables dependents. En altres paraules, compleixen les equacions d'Euler-Lagrange
{\displaystyle {\frac {d}{dt}}{\frac {\partial L}{\partial {\dot {\mathbf {q} }}}}[t]={\frac {\partial L}{\partial \mathbf {q} }}[t].}
I suposem que la integral és invariant sota una simetria contínua. Matemàticament, aquesta simetria es representa com un flux, φ, que actua sobre les variables de la següent manera
{\displaystyle {\begin{aligned}t&\rightarrow t'=t+\varepsilon T\\\mathbf {q} [t]&\rightarrow \mathbf {q} '[t']=\varphi [\mathbf {q} [t],\varepsilon ]=\varphi [\mathbf {q} [t'-\varepsilon T],\varepsilon ]\end{aligned}}}
on ε és una variable real que indica la quantitat de flux, i T és una constant real (que podria ser zero) que indica quant es desplaça el flux en el temps.
{\displaystyle {\dot {\mathbf {q} }}[t]\rightarrow {\dot {\mathbf {q} }}'[t']={\frac {d}{dt}}\varphi [\mathbf {q} [t],\varepsilon ]={\frac {\partial \varphi }{\partial \mathbf {q} }}[\mathbf {q} [t'-\varepsilon T],\varepsilon ]{\dot {\mathbf {q} }}[t'-\varepsilon T].}
La integral d'acció flueix a
{\displaystyle {\begin{aligned}I'[\varepsilon ]&=\int _{t_{1}+\varepsilon T}^{t_{2}+\varepsilon T}L[\mathbf {q} '[t'],{\dot {\mathbf {q} }}'[t'],t']\,dt'\\[6pt]&=\int _{t_{1}+\varepsilon T}^{t_{2}+\varepsilon T}L[\varphi [\mathbf {q} [t'-\varepsilon T],\varepsilon ],{\frac {\partial \varphi }{\partial \mathbf {q} }}[\mathbf {q} [t'-\varepsilon T],\varepsilon ]{\dot {\mathbf {q} }}[t'-\varepsilon T],t']\,dt'\end{aligned}}}
que es pot considerar en funció de ε. Calculant la derivada a ε' = 0 i utilitzant la regla de Leibniz, obtenim
{\displaystyle {\begin{aligned}0={\frac {dI'}{d\varepsilon }}[0]={}&L[\mathbf {q} [t_{2}],{\dot {\mathbf {q} }}[t_{2}],t_{2}]T-L[\mathbf {q} [t_{1}],{\dot {\mathbf {q} }}[t_{1}],t_{1}]T\\[6pt]&{}+\int _{t_{1}}^{t_{2}}{\frac {\partial L}{\partial \mathbf {q} }}\left(-{\frac {\partial \varphi }{\partial \mathbf {q} }}{\dot {\mathbf {q} }}T+{\frac {\partial \varphi }{\partial \varepsilon }}\right)+{\frac {\partial L}{\partial {\dot {\mathbf {q} }}}}\left(-{\frac {\partial ^{2}\varphi }{(\partial \mathbf {q} )^{2}}}{\dot {\mathbf {q} }}^{2}T+{\frac {\partial ^{2}\varphi }{\partial \varepsilon \partial \mathbf {q} }}{\dot {\mathbf {q} }}-{\frac {\partial \varphi }{\partial \mathbf {q} }}{\ddot {\mathbf {q} }}T\right)\,dt.\end{aligned}}}
Es pot observar que les equacions d'Euler-Lagrange impliquen
{\displaystyle {\begin{aligned}{\frac {d}{dt}}\left({\frac {\partial L}{\partial {\dot {\mathbf {q} }}}}{\frac {\partial \varphi }{\partial \mathbf {q} }}{\dot {\mathbf {q} }}T\right)&=\left({\frac {d}{dt}}{\frac {\partial L}{\partial {\dot {\mathbf {q} }}}}\right){\frac {\partial \varphi }{\partial \mathbf {q} }}{\dot {\mathbf {q} }}T+{\frac {\partial L}{\partial {\dot {\mathbf {q} }}}}\left({\frac {d}{dt}}{\frac {\partial \varphi }{\partial \mathbf {q} }}\right){\dot {\mathbf {q} }}T+{\frac {\partial L}{\partial {\dot {\mathbf {q} }}}}{\frac {\partial \varphi }{\partial \mathbf {q} }}{\ddot {\mathbf {q} }}\,T\\[6pt]&={\frac {\partial L}{\partial \mathbf {q} }}{\frac {\partial \varphi }{\partial \mathbf {q} }}{\dot {\mathbf {q} }}T+{\frac {\partial L}{\partial {\dot {\mathbf {q} }}}}\left({\frac {\partial ^{2}\varphi }{(\partial \mathbf {q} )^{2}}}{\dot {\mathbf {q} }}\right){\dot {\mathbf {q} }}T+{\frac {\partial L}{\partial {\dot {\mathbf {q} }}}}{\frac {\partial \varphi }{\partial \mathbf {q} }}{\ddot {\mathbf {q} }}\,T.\end{aligned}}}
Substituint això a l'equació anterior, s'obté
{\displaystyle {\begin{aligned}0={\frac {dI'}{d\varepsilon }}[0]={}&L[\mathbf {q} [t_{2}],{\dot {\mathbf {q} }}[t_{2}],t_{2}]T-L[\mathbf {q} [t_{1}],{\dot {\mathbf {q} }}[t_{1}],t_{1}]T-{\frac {\partial L}{\partial {\dot {\mathbf {q} }}}}{\frac {\partial \varphi }{\partial \mathbf {q} }}{\dot {\mathbf {q} }}[t_{2}]T+{\frac {\partial L}{\partial {\dot {\mathbf {q} }}}}{\frac {\partial \varphi }{\partial \mathbf {q} }}{\dot {\mathbf {q} }}[t_{1}]T\\[6pt]&{}+\int _{t_{1}}^{t_{2}}{\frac {\partial L}{\partial \mathbf {q} }}{\frac {\partial \varphi }{\partial \varepsilon }}+{\frac {\partial L}{\partial {\dot {\mathbf {q} }}}}{\frac {\partial ^{2}\varphi }{\partial \varepsilon \partial \mathbf {q} }}{\dot {\mathbf {q} }}\,dt.\end{aligned}}}
Novament utilitzant les equacions d'Euler-Lagrange obtenim
{\displaystyle {\frac {d}{dt}}\left({\frac {\partial L}{\partial {\dot {\mathbf {q} }}}}{\frac {\partial \varphi }{\partial \varepsilon }}\right)=\left({\frac {d}{dt}}{\frac {\partial L}{\partial {\dot {\mathbf {q} }}}}\right){\frac {\partial \varphi }{\partial \varepsilon }}+{\frac {\partial L}{\partial {\dot {\mathbf {q} }}}}{\frac {\partial ^{2}\varphi }{\partial \varepsilon \partial \mathbf {q} }}{\dot {\mathbf {q} }}={\frac {\partial L}{\partial \mathbf {q} }}{\frac {\partial \varphi }{\partial \varepsilon }}+{\frac {\partial L}{\partial {\dot {\mathbf {q} }}}}{\frac {\partial ^{2}\varphi }{\partial \varepsilon \partial \mathbf {q} }}{\dot {\mathbf {q} }}.}
Substituint això a l'equació anterior, s'obté
{\displaystyle {\begin{aligned}0={}&L[\mathbf {q} [t_{2}],{\dot {\mathbf {q} }}[t_{2}],t_{2}]T-L[\mathbf {q} [t_{1}],{\dot {\mathbf {q} }}[t_{1}],t_{1}]T-{\frac {\partial L}{\partial {\dot {\mathbf {q} }}}}{\frac {\partial \varphi }{\partial \mathbf {q} }}{\dot {\mathbf {q} }}[t_{2}]T+{\frac {\partial L}{\partial {\dot {\mathbf {q} }}}}{\frac {\partial \varphi }{\partial \mathbf {q} }}{\dot {\mathbf {q} }}[t_{1}]T\\[6pt]&{}+{\frac {\partial L}{\partial {\dot {\mathbf {q} }}}}{\frac {\partial \varphi }{\partial \varepsilon }}[t_{2}]-{\frac {\partial L}{\partial {\dot {\mathbf {q} }}}}{\frac {\partial \varphi }{\partial \varepsilon }}[t_{1}].\end{aligned}}}
D'on es pot veure això
{\displaystyle \left({\frac {\partial L}{\partial {\dot {\mathbf {q} }}}}{\frac {\partial \varphi }{\partial \mathbf {q} }}{\dot {\mathbf {q} }}-L\right)T-{\frac {\partial L}{\partial {\dot {\mathbf {q} }}}}{\frac {\partial \varphi }{\partial \varepsilon }}}
és una constant del moviment, és a dir, és una magnitud conservada. Com que φ[q, 0] = qφ, obtenim{\displaystyle {\frac {\partial \varphi }{\partial \mathbf {q} }}=1} i així la quantitat conservada es simplifica a
{\displaystyle \left({\frac {\partial L}{\partial {\dot {\mathbf {q} }}}}{\dot {\mathbf {q} }}-L\right)T-{\frac {\partial L}{\partial {\dot {\mathbf {q} }}}}{\frac {\partial \varphi }{\partial \varepsilon }}.}
Per evitar una complicació excessiva de les fórmules, aquesta derivació suposa que el flux no canvia a mesura que passa el temps. El mateix resultat es pot obtenir en el cas més general.

### Derivació teòrica de camps
El teorema de Noether també es pot derivar per a camps tensorials φA on l'índex A oscil·la entre els diferents components dels diferents camps tensorials. Aquestes magnituds de camp són funcions definides en un espai de quatre dimensions els punts del qual estan etiquetats per coordenades xμ on l'índex μ oscil·la al llarg del temps (μ = 0) i tres dimensions espacials (μ = 1, 2, 3). Aquestes quatre coordenades són les variables independents; i els valors dels camps a cada esdeveniment són les variables dependents. Sota una transformació infinitesimal, s'escriu la variació de les coordenades
{\displaystyle x^{\mu }\rightarrow \xi ^{\mu }=x^{\mu }+\delta x^{\mu }}
mentre que la transformació de les variables de camp s'expressa com
{\displaystyle \varphi ^{A}\rightarrow \alpha ^{A}\left(\xi ^{\mu }\right)=\varphi ^{A}\left(x^{\mu }\right)+\delta \varphi ^{A}\left(x^{\mu }\right)\,.}
Segons aquesta definició, les variacions de camp δφA resulten de dos factors: canvis intrínsecs en el propi camp i canvis de coordenades, ja que el camp transformat αA depèn de les coordenades transformades ξμ. Per aïllar els canvis intrínsecs, es pot definir la variació de camp en un sol punt xμ
{\displaystyle \alpha ^{A}\left(x^{\mu }\right)=\varphi ^{A}\left(x^{\mu }\right)+{\bar {\delta }}\varphi ^{A}\left(x^{\mu }\right)\,.}
Si es canvien les coordenades, el límit de la regió de l'espai-temps sobre la qual s'està integrant el Lagrangià també canvia; el límit original i la seva versió transformada es denoten com a Ω i Ω’, respectivament.
El teorema de Noether comença amb el supòsit que una transformació específica de les coordenades i variables de camp no canvia l'acció, que es defineix com la integral de la densitat lagrangiana sobre la regió donada de l'espai-temps. Expressada matemàticament, aquesta suposició es pot escriure com
{\displaystyle \int _{\Omega ^{\prime }}L\left(\alpha ^{A},{\alpha ^{A}}_{,\nu },\xi ^{\mu }\right)d^{4}\xi -\int _{\Omega }L\left(\varphi ^{A},{\varphi ^{A}}_{,\nu },x^{\mu }\right)d^{4}x=0}
on el subíndex de coma indica una derivada parcial respecte a les coordenades que segueixen la coma, per exemple
{\displaystyle {\varphi ^{A}}_{,\sigma }={\frac {\partial \varphi ^{A}}{\partial x^{\sigma }}}\,.}
Com que ξ és una variable simulada d'integració, i com que el canvi en el límit Ω és infinitesimal per suposició, les dues integrals es poden combinar utilitzant la versió en quatre dimensions del teorema de la divergència en la forma següent
{\displaystyle \int _{\Omega }\left\{\left[L\left(\alpha ^{A},{\alpha ^{A}}_{,\nu },x^{\mu }\right)-L\left(\varphi ^{A},{\varphi ^{A}}_{,\nu },x^{\mu }\right)\right]+{\frac {\partial }{\partial x^{\sigma }}}\left[L\left(\varphi ^{A},{\varphi ^{A}}_{,\nu },x^{\mu }\right)\delta x^{\sigma }\right]\right\}d^{4}x=0\,.}
La diferència en Lagrangians es pot escriure a primer ordre en les variacions infinitesimals com
{\displaystyle \left[L\left(\alpha ^{A},{\alpha ^{A}}_{,\nu },x^{\mu }\right)-L\left(\varphi ^{A},{\varphi ^{A}}_{,\nu },x^{\mu }\right)\right]={\frac {\partial L}{\partial \varphi ^{A}}}{\bar {\delta }}\varphi ^{A}+{\frac {\partial L}{\partial {\varphi ^{A}}_{,\sigma }}}{\bar {\delta }}{\varphi ^{A}}_{,\sigma }\,.}
Tanmateix, com que les variacions es defineixen en el mateix punt descrit anteriorment, la variació i la derivada es poden fer en ordre invers; es commuta
{\displaystyle {\bar {\delta }}{\varphi ^{A}}_{,\sigma }={\bar {\delta }}{\frac {\partial \varphi ^{A}}{\partial x^{\sigma }}}={\frac {\partial }{\partial x^{\sigma }}}\left({\bar {\delta }}\varphi ^{A}\right)\,.}
Utilitzant les equacions de camp d'Euler-Lagrange
{\displaystyle {\frac {\partial }{\partial x^{\sigma }}}\left({\frac {\partial L}{\partial {\varphi ^{A}}_{,\sigma }}}\right)={\frac {\partial L}{\partial \varphi ^{A}}}}
la diferència en lagrangians es pot escriure ordenadament com
{\displaystyle {\begin{aligned}&\left[L\left(\alpha ^{A},{\alpha ^{A}}_{,\nu },x^{\mu }\right)-L\left(\varphi ^{A},{\varphi ^{A}}_{,\nu },x^{\mu }\right)\right]\\[4pt]={}&{\frac {\partial }{\partial x^{\sigma }}}\left({\frac {\partial L}{\partial {\varphi ^{A}}_{,\sigma }}}\right){\bar {\delta }}\varphi ^{A}+{\frac {\partial L}{\partial {\varphi ^{A}}_{,\sigma }}}{\bar {\delta }}{\varphi ^{A}}_{,\sigma }={\frac {\partial }{\partial x^{\sigma }}}\left({\frac {\partial L}{\partial {\varphi ^{A}}_{,\sigma }}}{\bar {\delta }}\varphi ^{A}\right).\end{aligned}}}
Així, el canvi en l'acció es pot escriure com
{\displaystyle \int _{\Omega }{\frac {\partial }{\partial x^{\sigma }}}\left\{{\frac {\partial L}{\partial {\varphi ^{A}}_{,\sigma }}}{\bar {\delta }}\varphi ^{A}+L\left(\varphi ^{A},{\varphi ^{A}}_{,\nu },x^{\mu }\right)\delta x^{\sigma }\right\}d^{4}x=0\,.}
Com que això és vàlid per a qualsevol regió Ω, l'integrand ha de ser zero
{\displaystyle {\frac {\partial }{\partial x^{\sigma }}}\left\{{\frac {\partial L}{\partial {\varphi ^{A}}_{,\sigma }}}{\bar {\delta }}\varphi ^{A}+L\left(\varphi ^{A},{\varphi ^{A}}_{,\nu },x^{\mu }\right)\delta x^{\sigma }\right\}=0\,.}
Per a qualsevol combinació de les diverses transformacions de simetria, es pot escriure la pertorbació
{\displaystyle {\begin{aligned}\delta x^{\mu }&=\varepsilon X^{\mu }\\\delta \varphi ^{A}&=\varepsilon \Psi ^{A}={\bar {\delta }}\varphi ^{A}+\varepsilon {\mathcal {L}}_{X}\varphi ^{A}\end{aligned}}}
on {\displaystyle {\mathcal {L}}_{X}\varphi ^{A}} és la derivada de Lie φA en la direcció Xμ. Llavors φA és un escalar o {\displaystyle {X^{\mu }}_{,\nu }=0},
{\displaystyle {\mathcal {L}}_{X}\varphi ^{A}={\frac {\partial \varphi ^{A}}{\partial x^{\mu }}}X^{\mu }\,.}
Aquestes equacions impliquen que la variació de camp presa en un punt és igual
{\displaystyle {\bar {\delta }}\varphi ^{A}=\varepsilon \Psi ^{A}-\varepsilon {\mathcal {L}}_{X}\varphi ^{A}\,.}
Diferenciant la divergència anterior respecte a ε a ε = 0 i canviant el signe s'obté la llei de conservació
{\displaystyle {\frac {\partial }{\partial x^{\sigma }}}j^{\sigma }=0}
on el corrent conservat és igual
{\displaystyle j^{\sigma }=\left[{\frac {\partial L}{\partial {\varphi ^{A}}_{,\sigma }}}{\mathcal {L}}_{X}\varphi ^{A}-L\,X^{\sigma }\right]-\left({\frac {\partial L}{\partial {\varphi ^{A}}_{,\sigma }}}\right)\Psi ^{A}\,.}

### Derivació col·lector/feix de fibres
Suposem que tenim una varietat Riemanniana orientada a n-dimensions, M i una varietat objectiva T. Sigui {\displaystyle {\mathcal {C}}} sigui l'espai de configuració de funcions suaus de M a T. (Més generalment, podem tenir seccions suaus d'un feix de fibres sobre M.)
Alguns exemples d'aquesta M en física inclouen:
- En mecànica clàssica, en la formulació hamiltoniana, M és la varietat unidimensional {\displaystyle \mathbb {R} }, que representa el temps i l'espai objectiu és el fibrat cotangent d'espai de posicions generalitzades.
- En teoria de camps, M és la varietat espaitemps i l'espai objectiu és el conjunt de valors que els camps poden prendre en un punt donat. Per exemple, si hi ha m camps escalars de valor real, {\displaystyle \varphi _{1},\ldots ,\varphi _{m}}, aleshores la varietat objectiu és {\displaystyle \mathbb {R} ^{m}}. Si el camp és un camp vectorial real, aleshores la varietat objectiu és isomòrfica a {\displaystyle \mathbb {R} ^{3}}.

Ara suposem que hi ha un funcional
{\displaystyle {\mathcal {S}}:{\mathcal {C}}\rightarrow \mathbb {R} ,}
anomenada l'acció (aporta valors {\displaystyle \mathbb {R} }, enlloc de {\displaystyle \mathbb {C} }; això és per raons físiques i no és important per a aquesta prova).
Per arribar a la versió habitual del teorema de Noether, necessitem restriccions addicionals a l'acció. Suposem que {\displaystyle {\mathcal {S}}[\varphi ]} és la integral sobre M d'una funció
{\displaystyle {\mathcal {L}}(\varphi ,\partial _{\mu }\varphi ,x)}
anomenada densitat lagrangiana, depenent de φ, la seva derivada i la posició. En altres paraules, per a φ en {\displaystyle {\mathcal {C}}}
{\displaystyle {\mathcal {S}}[\varphi ]\,=\,\int _{M}{\mathcal {L}}[\varphi (x),\partial _{\mu }\varphi (x),x]\,d^{n}x.}
Suposem que se'ns donen condicions de frontera, és a dir, una especificació del valor de φ a la frontera si M és compacte, o algun límit de φ quan x s'acosta a ∞. Aleshores el subespai de {\displaystyle {\mathcal {C}}} format per funcions φ tals que totes les derivades funcionals de {\displaystyle {\mathcal {S}}} a φ són zero, és a dir:
{\displaystyle {\frac {\delta {\mathcal {S}}[\varphi ]}{\delta \varphi (x)}}\approx 0}
i que φ compleix les condicions de frontera donades, és el subespai de les solucions on shell (Vegeu principi de mínima acció).
Ara, suposem que tenim una transformació infinitesimal activada {\displaystyle {\mathcal {C}}}, generada per una derivació funcional Q, tal que
{\displaystyle Q\left[\int _{N}{\mathcal {L}}\,\mathrm {d} ^{n}x\right]\approx \int _{\partial N}f^{\mu }[\varphi (x),\partial \varphi ,\partial \partial \varphi ,\ldots ]\,ds_{\mu }}
per a totes les subvarietats compactes N, o en altres paraules,
{\displaystyle Q[{\mathcal {L}}(x)]\approx \partial _{\mu }f^{\mu }(x)}
per a tot x, on establim
{\displaystyle {\mathcal {L}}(x)={\mathcal {L}}[\varphi (x),\partial _{\mu }\varphi (x),x].}
Si això s'aplica on shell i off shell, diem que Q genera una simetria off shell. Si això només s'aplica a on shell, diem que Q genera una simetria on shell. Aleshores, diem que Q és un generador d'un grup de Lie de simetria d'un paràmetre.
Ara, per a qualsevol N, a causa del teorema d'Euler-Lagrange, on shell (i només on shell), tenim
{\displaystyle {\begin{aligned}Q\left[\int _{N}{\mathcal {L}}\,\mathrm {d} ^{n}x\right]&=\int _{N}\left[{\frac {\partial {\mathcal {L}}}{\partial \varphi }}-\partial _{\mu }{\frac {\partial {\mathcal {L}}}{\partial (\partial _{\mu }\varphi )}}\right]Q[\varphi ]\,\mathrm {d} ^{n}x+\int _{\partial N}{\frac {\partial {\mathcal {L}}}{\partial (\partial _{\mu }\varphi )}}Q[\varphi ]\,\mathrm {d} s_{\mu }\\&\approx \int _{\partial N}f^{\mu }\,\mathrm {d} s_{\mu }.\end{aligned}}}
Com que això és cert per a qualsevol N, tenim
{\displaystyle \partial _{\mu }\left[{\frac {\partial {\mathcal {L}}}{\partial (\partial _{\mu }\varphi )}}Q[\varphi ]-f^{\mu }\right]\approx 0.}
Però aquesta és l'equació de continuïtat del corrent {\displaystyle J^{\mu }} definit per:
{\displaystyle J^{\mu }\,=\,{\frac {\partial {\mathcal {L}}}{\partial (\partial _{\mu }\varphi )}}Q[\varphi ]-f^{\mu },}
que s'anomena «corrent de Noether» associat a la simetria. L'equació de continuïtat ens diu que si integrem aquest corrent sobre una porció semblant a un espai, obtenim una quantitat conservada anomenada «càrrega de Noether» (sempre que, per descomptat, si M no és compacta, els corrents cauen prou ràpid a l'infinit).

### Comentaris
El teorema de Noether és un teorema on shell: es basa en l'ús de les equacions de moviment (el camí clàssic). Reflecteix la relació entre les condicions de límit i el principi variacional. Suposant que no hi ha termes de límit en l'acció, el teorema de Noether implica això
{\displaystyle \int _{\partial N}J^{\mu }ds_{\mu }\approx 0.}
Els anàlegs quàntics del teorema de Noether que inclouen valors d'expectativa (per exemple, {\textstyle \left\langle \int d^{4}x~\partial \cdot {\textbf {J}}\right\rangle =0}) sondejant quantitats off shell així com les identitats de Ward-Takahashi.

### Generalització a àlgebres de Lie
Suposem que tenim dues derivacions de simetria Q1 i Q₂. Llavors, [Q1, Q₂] també és una derivació de simetria. Vegem-ho explícitament. Sigui
{\displaystyle Q_{1}[{\mathcal {L}}]\approx \partial _{\mu }f_{1}^{\mu }}
i
{\displaystyle Q_{2}[{\mathcal {L}}]\approx \partial _{\mu }f_{2}^{\mu }}
Llavors,
{\displaystyle [Q_{1},Q_{2}][{\mathcal {L}}]=Q_{1}[Q_{2}[{\mathcal {L}}]]-Q_{2}[Q_{1}[{\mathcal {L}}]]\approx \partial _{\mu }f_{12}^{\mu }}
on f₁₂ = Q1[f₂μ] − Q₂[f1μ]. Així,
{\displaystyle j_{12}^{\mu }=\left({\frac {\partial }{\partial (\partial _{\mu }\varphi )}}{\mathcal {L}}\right)(Q_{1}[Q_{2}[\varphi ]]-Q_{2}[Q_{1}[\varphi ]])-f_{12}^{\mu }.}
Això mostra que podem estendre el teorema de Noether a àlgebres de Lie més grans d'una manera natural.

### Generalització de la prova
Això s'aplica a qualsevol derivació de simetria local Q que compleixi QS ≈ 0, i també a accions diferenciables funcionals locals més generals, incloses aquelles en què el Lagrangià depèn de derivades superiors dels camps. Sigui ε qualsevol funció suau arbitrària de la varietat espai-temps (o temps) de manera que el tancament del seu suport estigui disjunt del límit. ε és una funció de test. Aleshores, a causa del principi variacional (que no s'aplica a la frontera), la distribució de derivació q generada per q[ε][Φ(x)] = ε(x)Q[Φ(x)] satisfà q[ε][S] ≈ 0 per a cada ε, o de manera més compacta, q(x)[S] ≈ 0q per a tot x que no estigui al límit (però s'ha de recordar que q(x) és una abreviatura per a una distribució de derivació, no una derivació parametritzada per x en general). Aquesta és la generalització del teorema de Noether.
Per veure com es relaciona la generalització amb la versió donada anteriorment, suposem que l'acció és la integral espai-temps d'un lagrangià que només depèn de φ i les seves primeres derivades. També, suposem
{\displaystyle Q[{\mathcal {L}}]\approx \partial _{\mu }f^{\mu }}
Llavors,
{\displaystyle {\begin{aligned}q[\varepsilon ][{\mathcal {S}}]&=\int q[\varepsilon ][{\mathcal {L}}]d^{n}x\\[6pt]&=\int \left\{\left({\frac {\partial }{\partial \varphi }}{\mathcal {L}}\right)\varepsilon Q[\varphi ]+\left[{\frac {\partial }{\partial (\partial _{\mu }\varphi )}}{\mathcal {L}}\right]\partial _{\mu }(\varepsilon Q[\varphi ])\right\}d^{n}x\\[6pt]&=\int \left\{\varepsilon Q[{\mathcal {L}}]+\partial _{\mu }\varepsilon \left[{\frac {\partial }{\partial \left(\partial _{\mu }\varphi \right)}}{\mathcal {L}}\right]Q[\varphi ]\right\}\,d^{n}x\\[6pt]&\approx \int \varepsilon \partial _{\mu }\left\{f^{\mu }-\left[{\frac {\partial }{\partial (\partial _{\mu }\varphi )}}{\mathcal {L}}\right]Q[\varphi ]\right\}\,d^{n}x\end{aligned}}}
per a tot {\displaystyle \varepsilon }.
De manera més general, si el lagrangià depèn de derivades superiors, aleshores
{\displaystyle \partial _{\mu }\left[f^{\mu }-\left[{\frac {\partial }{\partial (\partial _{\mu }\varphi )}}{\mathcal {L}}\right]Q[\varphi ]-2\left[{\frac {\partial }{\partial (\partial _{\mu }\partial _{\nu }\varphi )}}{\mathcal {L}}\right]\partial _{\nu }Q[\varphi ]+\partial _{\nu }\left[\left[{\frac {\partial }{\partial (\partial _{\mu }\partial _{\nu }\varphi )}}{\mathcal {L}}\right]Q[\varphi ]\right]-\,\dotsm \right]\approx 0.}

## Exemples

### Exemple 1: Conservació de l'energia
Observant el cas concret d'una partícula newtoniana de massa m, coordenada x, que es mou sota la influència d'un potencial V, coordinada pel temps t. L'acció, S, és:
{\displaystyle {\begin{aligned}{\mathcal {S}}[x]&=\int L\left[x(t),{\dot {x}}(t)\right]\,dt\\&=\int \left({\frac {m}{2}}\sum _{i=1}^{3}{\dot {x}}_{i}^{2}-V(x(t))\right)\,dt.\end{aligned}}}
El primer terme entre parèntesis és l'energia cinètica de la partícula, mentre que el segon és la seva energia potencial. Considerem el generador de translacions temporals Q = d/dt. En altres paraules, {\displaystyle Q[x(t)]={\dot {x}}(t)}. La coordenada x té una dependència explícita del temps, mentre que V no; en conseqüència:
{\displaystyle Q[L]={\frac {d}{dt}}\left[{\frac {m}{2}}\sum _{i}{\dot {x}}_{i}^{2}-V(x)\right]=m\sum _{i}{\dot {x}}_{i}{\ddot {x}}_{i}-\sum _{i}{\frac {\partial V(x)}{\partial x_{i}}}{\dot {x}}_{i}}
i ho podem posar
{\displaystyle L={\frac {m}{2}}\sum _{i}{\dot {x}}_{i}^{2}-V(x).}
Llavors,
{\displaystyle {\begin{aligned}j&=\sum _{i=1}^{3}{\frac {\partial L}{\partial {\dot {x}}_{i}}}Q[x_{i}]-L\\&=m\sum _{i}{\dot {x}}_{i}^{2}-\left[{\frac {m}{2}}\sum _{i}{\dot {x}}_{i}^{2}-V(x)\right]\\[3pt]&={\frac {m}{2}}\sum _{i}{\dot {x}}_{i}^{2}+V(x).\end{aligned}}}
El costat dret és l'energia, i el teorema de Noether diu {\displaystyle dj/dt=0} (és a dir, el principi de conservació de l'energia és una conseqüència de la invariància sota les translacions temporals).
De manera més general, si el lagrangià no depèn explícitament del temps, la quantitat
{\displaystyle \sum _{i=1}^{3}{\frac {\partial L}{\partial {\dot {x}}_{i}}}{\dot {x_{i}}}-L}
(anomenat Hamiltonià) es conserva.

### Exemple 2: Conservació del centre de la quantitat de moviment
Encara tenint en compte el temps unidimensional, deixem
{\displaystyle {\begin{aligned}{\mathcal {S}}\left[{\vec {x}}\right]&=\int {\mathcal {L}}\left[{\vec {x}}(t),{\dot {\vec {x}}}(t)\right]dt\\[3pt]&=\int \left[\sum _{\alpha =1}^{N}{\frac {m_{\alpha }}{2}}\left({\dot {\vec {x}}}_{\alpha }\right)^{2}-\sum _{\alpha <\beta }V_{\alpha \beta }\left({\vec {x}}_{\beta }-{\vec {x}}_{\alpha }\right)\right]dt,\end{aligned}}}
o {\displaystyle N} partícules newtonianes on el potencial només depèn per parelles del desplaçament relatiu.
Per a {\displaystyle {\vec {Q}}}, considerem el generador de transformacions galileanes (és a dir, un canvi en el marc de referència). En altres paraules,
{\displaystyle Q_{i}\left[x_{\alpha }^{j}(t)\right]=t\delta _{i}^{j}.}
I
{\displaystyle {\begin{aligned}Q_{i}[{\mathcal {L}}]&=\sum _{\alpha }m_{\alpha }{\dot {x}}_{\alpha }^{i}-\sum _{\alpha <\beta }t\partial _{i}V_{\alpha \beta }\left({\vec {x}}_{\beta }-{\vec {x}}_{\alpha }\right)\\&=\sum _{\alpha }m_{\alpha }{\dot {x}}_{\alpha }^{i}.\end{aligned}}}
Això té la forma de {\textstyle {\frac {d}{dt}}\sum _{\alpha }m_{\alpha }x_{\alpha }^{i}} i ho podem posar
{\displaystyle {\vec {f}}=\sum _{\alpha }m_{\alpha }{\vec {x}}_{\alpha }.}
Llavors,
{\displaystyle {\begin{aligned}{\vec {j}}&=\sum _{\alpha }\left({\frac {\partial }{\partial {\dot {\vec {x}}}_{\alpha }}}{\mathcal {L}}\right)\cdot {\vec {Q}}\left[{\vec {x}}_{\alpha }\right]-{\vec {f}}\\[6pt]&=\sum _{\alpha }\left(m_{\alpha }{\dot {\vec {x}}}_{\alpha }t-m_{\alpha }{\vec {x}}_{\alpha }\right)\\[3pt]&={\vec {P}}t-M{\vec {x}}_{CM}\end{aligned}}}
on {\displaystyle {\vec {P}}} és el momentum total, M és la massa total i {\displaystyle {\vec {x}}_{CM}} és el centre de masses. El teorema de Noether diu:
{\displaystyle {\frac {d{\vec {j}}}{dt}}=0\Rightarrow {\vec {P}}-M{\dot {\vec {x}}}_{CM}=0.}

### Exemple 3: Transformació conforme
Els dos exemples 1 i 2 són sobre una varietat unidimensional (temps). Un exemple que implica l'espai-temps és una transformació conforme d'un camp escalar real sense massa amb un potencial quàrtic en (3 + 1)-espai-temps de Minkowski.
{\displaystyle {\begin{aligned}{\mathcal {S}}[\varphi ]&=\int {\mathcal {L}}\left[\varphi (x),\partial _{\mu }\varphi (x)\right]d^{4}x\\[3pt]&=\int \left({\frac {1}{2}}\partial ^{\mu }\varphi \partial _{\mu }\varphi -\lambda \varphi ^{4}\right)d^{4}x\end{aligned}}}
Per a Q, considereu el generador d'un reescalat espai-temps. En altres paraules,
{\displaystyle Q[\varphi (x)]=x^{\mu }\partial _{\mu }\varphi (x)+\varphi (x).}
El segon terme a la dreta es deu al «pes conformat» de {\displaystyle \varphi }. I
{\displaystyle Q[{\mathcal {L}}]=\partial ^{\mu }\varphi \left(\partial _{\mu }\varphi +x^{\nu }\partial _{\mu }\partial _{\nu }\varphi +\partial _{\mu }\varphi \right)-4\lambda \varphi ^{3}\left(x^{\mu }\partial _{\mu }\varphi +\varphi \right).}
Això té la forma de
{\displaystyle \partial _{\mu }\left[{\frac {1}{2}}x^{\mu }\partial ^{\nu }\varphi \partial _{\nu }\varphi -\lambda x^{\mu }\varphi ^{4}\right]=\partial _{\mu }\left(x^{\mu }{\mathcal {L}}\right)}
(on hem realitzat un canvi d'índexs ficticis) així s'estableix
{\displaystyle f^{\mu }=x^{\mu }{\mathcal {L}}.}
Llavors
{\displaystyle {\begin{aligned}j^{\mu }&=\left[{\frac {\partial }{\partial (\partial _{\mu }\varphi )}}{\mathcal {L}}\right]Q[\varphi ]-f^{\mu }\\&=\partial ^{\mu }\varphi \left(x^{\nu }\partial _{\nu }\varphi +\varphi \right)-x^{\mu }\left({\frac {1}{2}}\partial ^{\nu }\varphi \partial _{\nu }\varphi -\lambda \varphi ^{4}\right).\end{aligned}}}
El teorema de Noether diu {\displaystyle \partial _{\mu }j^{\mu }=0} (com es pot comprovar explícitament substituint les equacions d'Euler-Lagrange al costat esquerre).
Si un intenta trobar l'anàleg Ward-Takahashi d'aquesta equació, es troba amb un problema a causa d'anomalies.

## Aplicacions
L'aplicació del teorema de Noether permet als físics obtenir coneixements potents sobre qualsevol teoria general de la física, només analitzant les diverses transformacions que farien invariant la forma de les lleis implicades. Per exemple:
- la invariància dels sistemes físics respecte a la translació espacial (és a dir, que les lleis de la física no varien amb les ubicacions a l'espai) dona la llei de conservació del moment lineal;
- la invariància respecte a la rotació dona la llei de conservació del moment angular;
- la invariància respecte a la translació del temps dona la coneguda llei de la conservació de l'energia.

En la teoria quàntica de camps, l'anàleg al teorema de Noether, la identitat de Ward-Takahashi, produeix lleis de conservació addicionals, com ara la conservació de la càrrega elèctrica a partir de la invariància respecte a un canvi en el factor de fase del camp complex de la partícula carregada i el gauge associat del potencial elèctric i del potencial vectorial.
La càrrega de Noether també s'utilitza per calcular l'entropia dels forats negres estacionaris.